# دزیره اسکات
دزیره اسکات (انگلیسی: Desiree Scott؛ زادهٔ ۳۱ ژوئیهٔ ۱۹۸۷) بازیکن فوتبال اهل کانادا است.
از باشگاه‌هایی که در آن بازی کرده‌است می‌توان به اف سی کانزاس سیتی اشاره کرد.
وی همچنین در تیم‌های ملی فوتبال Canada women's national under-17 soccer team, Canada women's national under-20 soccer team، و زنان کانادا بازی کرده‌است.
وی در مسابقات کشوری و بین‌المللی در مجموع برندهٔ ۱ مدال برنز شده‌است.